# Jerzewo
Jerzewo (russisch Ерцево) ist eine Siedlung in Nordwestrussland. Sie befindet sich im Konoschski rajon innerhalb der Oblast Archangelsk und hat 4201 Einwohner (Stand 14. Oktober 2010).

## Geographie
Jerzewo liegt im Südwesten der Oblast Archangelsk, nahe der Grenze zur Oblast Wologda. Der Ort befindet sich gut 420 Kilometer südlich der Oblasthauptstadt Archangelsk. Die nächstgelegene Stadt Konoscha, befindet sich etwa 20 km nördlich von Jerzewo und ist zugleich Zentrum des Rajon.
Jerzewo ist administratives Zentrum der Landgemeinde Jerzewskoje (russ. Ерцевское сельское поселение).

## Geschichte
Jerzewo entstand im Jahr 1937 als eine Station an der Eisenbahnstrecke Moskau–Archangelsk. Zu dieser Zeit befand sich an der Stelle des heutigen Jerzewo ein Lager des Gulag „KargopolLag“ (Каргопольлаг), welches nach seinem Verwaltungszentrum Kargopol benannt war. Im November 1940 wurde die Verwaltung des KargopolLag an die Station Jerzewo verlegt, der Name des Lagers blieb aber bestehen. Die zeitweise bis zu 30.100 inhaftieren Personen des Gulag wurden vorwiegend für die Holzgewinnung- und verarbeitung eingesetzt sowie für den Bau von Eisenbahnstrecken. Im Jahr 1938 wurde die Jerzewoer Eisenbahn (Ерцевская железная дорога) eröffnet, welche von den Häftlingen des Gulags gebaut und hauptsächlich für den Holztransport genutzt wurde. Die von Jahr zu Jahr wachsende Eisenbahnstrecke verlief mit zahlreichen Verzweigungen in westlicher Richtung und verband verschiedene Lagerpunkte. In den 1950er Jahren wurde das Lagersystem des KargopolLag in Arbeitsbesserungslager umgewandelt. Unter dem Namen Utschreschdenije Potschtowy jaschtschik 233 (Учреждение Почтовый ящик 233/Institution Postkasten 233, kurz: П-233) hatten diese bis in das Jahr 1994 Bestand. Während dieser Zeit wurden weitere Lagerpunkte gegründet und die Eisenbahnstrecke weiter ausgebaut. Die Ausdehnung des längsten Arms der Eisenbahnstrecke betrug 140 Kilometer und verlief in südwestlicher Richtung bis in die Oblast Wologda. In den Jahren 1994 bis 1995 mussten auf Grund von Budgetkürzungen fast alle Lagerpunkte geschlossen werden. Das P-223 wurde Teil der Verwaltung der Waldbesserungsinstitutionen Onega (Онежского управления лесных исправительных учреждений; УЛИУ). In Jerzewo wurde die Vereinigung der Besserungskolonien Nummer 4 (объединение исправительных колоний №4; ОИК-4) gebildet, zu welchem die Besserungsanstalten in Jerzewo und Sowsa mit mehr als 1700 Gefangenen gehörten. Aufgrund der Schließung eines Großteils der Lagerpunkte wurden viele Siedlungen in der Umgebung Jerzewos mit der Zeit geschlossen. In der Folge wurde auch der Betrieb der Jerzewoer Eisenbahn bis zum Jahr 2007 fast vollständig eingestellt.

### Einwohnerentwicklung
Die folgende Übersicht zeigt die Entwicklung der Einwohnerzahlen von Jerzewo.
| Jahr | Einwohner |
| ---- | --------- |
| 1970 | 5.548     |
| 1979 | 4.933     |
| 1989 | 4.683     |
| 2002 | 4.013     |
| 2010 | 4.201     |

Anmerkung: Volkszählungsdaten

## Verkehr und Infrastruktur
Jerzewo ist eine Station der Nordeisenbahn auf der Bahnstrecke Wologda–Archangelsk. Die Eisenbahn ist zugleich wichtigstes Transportmittel. Jerzewo ist in Besitz einer Bibliothek.

## Söhne und Töchter des Ortes
- Waleri Alexandrowitsch Abramow (1956–2016), Langstreckenläufer